# ピーター・ターチン
ピーター・ヴァレンティノヴィッチ・ターチン（英: Peter Valentinovich Turchin、[ˈtɜːrtʃɪn]）、またはピョートル・ヴァレンチーノヴィチ・トゥルチーン（ロシア語: Пётр Валенти́нович Турчи́н; IPA: [ˈpʲɵtr vəlʲɪnʲˈtʲinəvʲɪtɕ tʊrˈtɕin]、1957年5月22日 - ）は、ロシア系アメリカ人の複雑系科学者。
彼と彼の同僚が開発した歴史動力学と呼ばれる分野に特化した数理モデリングと歴史社会の動態分析によって、歴史社会の動態を説明し予測することを専門としている。
現在は、「Cliodynamics: The Journal of Quantitative History and Cultural Evolution」の編集長である。2020年現在、彼はEvolution Instituteのディレクターである。

## 生い立ちと教育
ピーター・ターチンは1957年にソビエト連邦のオブニンスクで生まれ、1964年に家族とともにモスクワに移住した。1975年にモスクワ大学の生物学部に入学し、1977年までそこで学んだが、その年に父親であるソ連の反体制派ヴァレンチン・トゥルチーンがソ連から国外追放されたため、共に渡米した。1980年にニューヨーク大学で文学士（優等）を取得し、1985年にデューク大学で哲学博士を取得した。

## 経歴

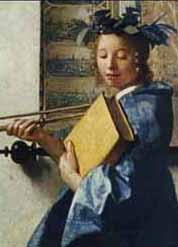
クリオ （ヨハネス・フェルメール作『絵画の寓意』より）

ターチンは、経済史や歴史的動態学など、様々な分野に貢献してきた。彼は歴史的マクロ社会学、クリオメトリクス、社会過程の数理モデリングという分野の交差点にある科学的分野であるクリオダイナミクスの創設者の一人である。ターチンは、大規模な歴史的帝国が多層選択のメカニズムによって進化するという独自の理論を開発した。彼の世俗的循環理論に関する研究は、イブン・ハルドゥーンの「アサビーヤ」という概念を「集団的連帯」として再解釈したことで、複雑社会の崩壊に関する理解に貢献している。
ターチンの最も有名な研究分野の一つは、人口圧力が戦争を増加させるという仮説の研究である。ターチンは、コロターエフと共同で、否定的な結果が人口戦争仮説を反証しないことを示した。人口と戦争は動的な変数である。もし彼らの相互作用が持続的な振動を引き起こすならば、一般的には同時に測定された二つの変数（つまりラグなし）の間に強い相関関係を見出すことは期待されない。ターチンとコロターエフは、無国家社会と国家社会における人口と戦争（内戦に焦点を当てて）の相互作用の動的パターンを数理的に探求した。次に、彼らはそのモデルの予測をいくつかの実証的事例研究で検証した。近世初期のイングランド、漢・唐時代の中国、そしてローマ帝国である。彼らの実証的な結果は人口戦争理論を支持した。ターチンとコロターエフは、人口と内戦強度が同じ周期で振動する傾向があり、位相がずれていること（戦争のピークが人口のピークに続くこと）を発見した。さらに、彼らは二つの変数の変化率が理論が予測するまさにそのように振る舞うことを示した。人口変化率は戦争強度によって負に影響され、戦争変化率は人口密度によって正に影響される。
2010年にターチンは40種類の社会指標を組み合わせて2020年代に世界的な社会不安が起こると予測する研究を発表した。その後、ドナルド・トランプの2016年大統領選挙キャンペーンの成功を「否定的な傾向が加速している」という証拠として引用し、「文明的な議論を規制する社会規範が前例のないほど崩壊している」と述べた。2020年には、ターチンとジャック・ゴールドストーンは、アメリカ合衆国で政治的・市民的な不安が権力を握っている政党に関係なく続くだろうと予測し、彼らの研究で追跡されている社会指標を改善し、不平等を減らすために行動する指導者が現れるまではそうなるだろうと述べた。

## 著作
ターチンは200以上の科学論文（そのうちNature、Science、またはPNASに掲載されたものが10数本）と少なくとも8冊の本を出版している。彼は、クリオダイナミクスという雑誌の創設者であり、「歴史的社会の機能と動態を説明する一般的な原理を探求する」という目的に専念している。また、Cliodynamicaというブログを運営している。

## 関連文献
- Aldhous, Peter (2020年10月24日). “This Scary Statistic Predicts Growing US Political Violence — Whatever Happens On Election Day”. BuzzFeed 2020年11月22日閲覧。 Article on work by Goldstone and Turchin.
- Goldstone, Jack A.; Turchin, Peter (September 10, 2020). “Welcome To The 'Turbulent Twenties'”. Noema Magazine (Berggruen Institute) 2020年11月22日閲覧。.
- Goldstone, Jack A. (2016). Revolution and Rebellion in the Early Modern World: Population Change and State Breakdown in England, France, Turkey, and China,1600-1850 (25th Anniversary ed.). Routledge. ISBN 9781315408606 2020年11月22日閲覧。 Turchin adopted and expanded Goldstone's model to apply to modern industrial states. They later became collaborators.